# Jack McBean
John Lucas ("Jack") McBean (Newport Beach, 15 december 1994) is een Amerikaans voetballer die in 2011 vanuit de jeugd een contract tekende bij Los Angeles Galaxy uit de Major League Soccer.

## Clubcarrière
McBean kwam uit de jeugdopleiding van Los Angeles Galaxy en tekende op 16 april 2011 een contract bij de club. McBean was op het moment van tekenen slechts zestien jaar oud, wat hem de jongste contractspeler in de geschiedenis van de club maakte. Zijn eerste wedstrijd voor Los Angeles speelde hij op 24 juli 2011, een vriendschappelijke wedstrijd tegen Manchester City. Op 23 oktober 2011 speelde hij zijn eerste competitiewedstrijd tegen Houston Dynamo. In diezelfde wedstrijd maakte hij ook gelijk zijn eerste doelpunt. McBean moest het in 2011 en 2012 vooral doen met reserveplekken en kleine invalbeurten. In 2013 kreeg hij aanzienlijk meer speelminuten en startte hij regelmatig in de basis.
Op 21 maart 2014 werd hij verhuurd aan Los Angeles Galaxy II, uitkomend in de USL Pro. Hij maakte zijn debuut op 23 maart 2014 tegen de Orange County Blues.

## Interlandcarrière
McBean heeft de mogelijkheid om voor het nationale team van Schotland of de Verenigde Staten uit te komen. Tot nu toe is hij nog niet opgeroepen voor het eerste team van een van beide landen, maar speelde hij wel in meerdere jeugdselecties van de Verenigde Staten. Met het Amerikaans voetbalelftal onder 17 won McBean het CONCACAF kampioenschap voetbal onder 17 in 2011. De Schotse bondscoach Craig Levein hoopte echter nog McBean naar Schotland te halen.

## Statistieken
| Seizoen         | Club               |                           | Competitie      | Competitie | Competitie | Beker | Beker | Internationaal | Internationaal | Totaal | Totaal |
| Seizoen         | Club               | Wed.                      | Competitie      | Dlp.       | Wed.       | Dlp.  | Wed.  | Dlp.           | Wed.           | Dlp.   |        |
| --------------- | ------------------ | ------------------------- | --------------- | ---------- | ---------- | ----- | ----- | -------------- | -------------- | ------ | ------ |
| 2011            | Los Angeles Galaxy | Vlag van Verenigde Staten | MLS             | 1          | 1          | 0     | 0     | 0              | 0              | 1      | 1      |
| 2012            | Los Angeles Galaxy | Vlag van Verenigde Staten | MLS             | 1          | 0          | 0     | 0     | 0              | 0              | 1      | 0      |
| 2013            | Los Angeles Galaxy | Vlag van Verenigde Staten | MLS             | 15         | 1          | 0     | 0     | 0              | 0              | 15     | 1      |
| 2014            | Los Angeles Galaxy | Vlag van Verenigde Staten | MLS             | 0          | 0          | 2     | 1     | 0              | 0              | 2      | 1      |
| Club totaal     | Club totaal        | Club totaal               | Club totaal     | 17         | 2          | 2     | 1     | 0              | 0              | 19     | 3      |
| Carrière totaal | Carrière totaal    | Carrière totaal           | Carrière totaal | 17         | 2          | 2     | 1     | 0              | 0              | 19     | 3      |

Bijgewerkt t/m 26 december 2014.

## Erelijst
Los Angeles Galaxy
- Landskampioen

2011, 2012, 2014